# Omega Flight
Omega Flight è il supergruppo di supereroi dei fumetti, creato da John Byrne (testi e disegni), pubblicato dalla Marvel Comics. La sua prima apparizione avviene in Alpha Flight (prima serie) n. 11, mentre la seconda apparizione avviene in Alpha Flight (prima serie) n. 110 (luglio 1992), creato da Simon Furman (testi) e Patrick R. Broderick (disegni).
I primi sono dei criminali, i secondi sono dei supereroi rinati come nuovi Alpha Flight. Dopo Civil War, l'Iniziativa Omega Flight narra la nuova storia in Omega Flight n. 1 (giugno 2007).

## Storia del gruppo

### Omega Flight originali
Gli Omega Flight originali erano stati creati da Jerome Jaxon, un ex funzionario canadese, licenziato, secondo lui, a causa di James Mcdonald Hudson. Jaxon così, assemblò un gruppo fatto con dei supercriminali canadesi, con il preciso scopo di assassinare gli Alpha Flight. Il gruppo, costituito da Wild Child, Box (controllato da Jerome Jaxon), Smart Alec, Guardian oscuro, Diamond Lil e Flashback, fu sconfitto dagli Alpha Flight.

### Nuovi Omega Flight
I nuovi Omega Flight furono creati da Iron Man (con l'aiuto del governo canadese) come divisione Canadese dei Potenti Vendicatori. I componenti del gruppo sono:
- Sasquatch, alias Walter Langowski, unico sopravvissuto alla strage di Collettivo.
- U.S. Agent, alias John Walker, è il loro leader nominato proprio da Iron Man, in quanto ha le caratteristiche da leader del defunto Steve Rogers
- Arachne, alias Julia Carpenter, la seconda Donna Ragno inserita da Ms. Marvel per farsi perdonare il suo arresto.
- Talismano, alias Elizabeth Twoyoungmen, la figlia di Sciamano.
- Beta Ray Bill, alieno Korbinita ed Asgardiano, è la seconda persona, dopo Thor, a poter alzare Mjolnir
- Guardian III, alias Michael Pointer, è il secondo Guardian dopo James Hudson. Pointer è il responsabile della morte degli Alpha Flight, e viene inserito da Sasquatch per redimere i suoi peccati. Può usare i poteri di tutti i mutanti depotenziati dopo House of M.

Gli Omega Flight compaiono la prima volta in "L'Iniziativa" dove vengono presentati al pubblico. In questa breve storia, gli Omega Flight affrontano la Squadra Distruttrice.